# Le Château de verre (film, 2017)
Pour les articles homonymes, voir Le Château de verre.
Pour plus de détails, voir Fiche technique et Distribution.
Le Château de verre (The Glass Castle) est un film américain réalisé par Destin Daniel Cretton, sorti en 2017. Il s'agit d'une adaptation du roman autobiographique du même nom de Jeannette Walls.

## Synopsis
L'enfance de Jeannette Walls est marquée par ses parents marginaux, Rose Mary, une artiste excentrique et Rex Walls, un inventeur alcoolique. Ils étaient notamment des nomades qui sillonnaient le pays avec leurs enfants non scolarisés pour fuir les créanciers. Aujourd'hui chroniqueuse mondaine, Jeannette ne peut que se souvenir de son enfance pas comme les autres, partagée entre sa famille dysfonctionnelle et l'imagination de ses parents qui ont fait croire à leurs enfants que la vie est empreinte de poésie et de rêve malgré la pauvreté dans laquelle ils ont dû grandir.

## Fiche technique
Sauf indication contraire, les informations mentionnées dans cette section peuvent être confirmées par la base de données cinématographiques IMDb,  présente dans la section « Liens externes ».
- Titre original : The Glass Castle
- Réalisation : Destin Daniel Cretton
- Scénario : Destin Daniel Cretton et Andrew Lanham, d'après Le Château de verre de Jeannette Walls
- Direction artistique : Charlotte Rouleau
- Décors : Sharon Seymour
- Costumes : Joy Cretton et Mirren Gordon-Crozier
- Photographie : Brett Pawlak
- Montage : Nat Sanders
- Musique : Joel P. West
- Production : Erik Feig, Ken Kao et Gil Netter

Producteurs délégués : Mike Drake et Michael Paseornek
Coproducteur : Tami Goldman
- Sociétés de production : Lionsgate et Netter Productions
- Sociétés de distribution : Lionsgate (États-Unis), Metropolitan Filmexport (France)
- Budget : n/a
- Pays d'origine :  États-Unis
- Langue originale : anglais
- Format : couleur
- Genre : drame
- Dates de sortie[1] :
  -  États-Unis : 11 août 2017
  -  France : 27 septembre 2017

## Distribution

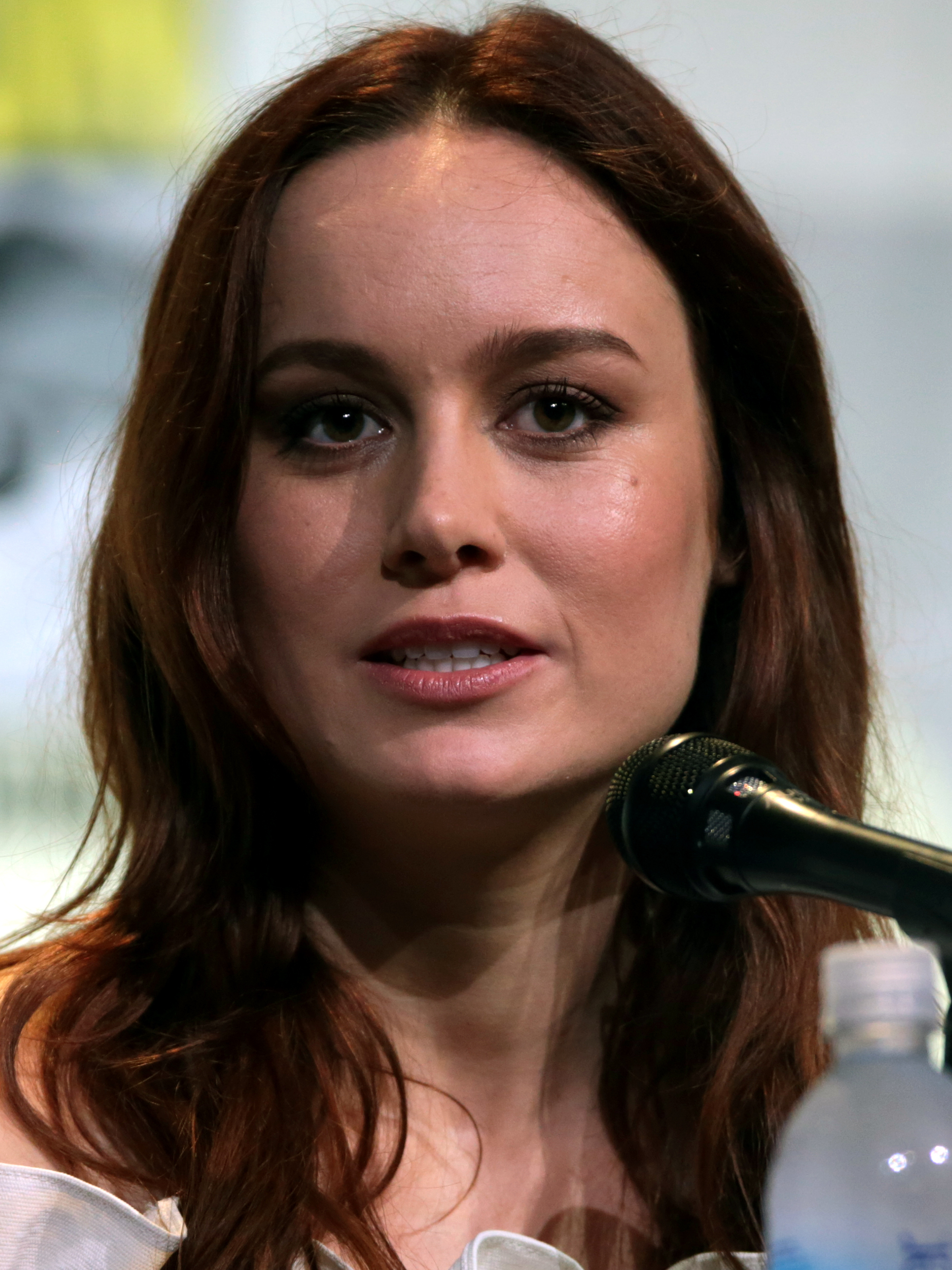
L'actrice principale Brie Larson l'année de tournage du film.

- Brie Larson (VF : Marie Tirmont) : Jeannette Walls, adulte
  - Ella Anderson (VF : Kaycie Chase) : Jeannette à 10 ans
  - Chandler Head : Jeannette à 5 et 6 ans
- Woody Harrelson (VF : Jérôme Pauwels) : Rex Walls
- Naomi Watts (VF : Hélène Bizot) : Rose Mary Walls
- Max Greenfield (VF : Clément Moreau) : David
- Sarah Snook (VF : Claire Morin) : Lori Walls
  - Olivia Kate Rice (VF : Maryne Bertieaux) : Lori à 7 ans
  - Sadie Sink (VF : Maryne Bertieaux) : Lori Walls, à 12 ans
- Josh Caras (VF : Thierry D'Armor) : Brian Walls
  - Iain Armitage : Brian à 5 ans
  - Charlie Stowell : Brian à 7 ans
- Dominic Bogart (VF : Benjamin Penamaria) : Robbie
- Joe Pingue : Stanley
- Brigette Lundy-Paine : Maureen Walls
- Charlie et Noemie Guyon : Maureen bébé
  - Eden Grace Redfield : Maureen Walls à 3 ans
  - Shree Crooks : Maureen à 7 ans
- Robin Bartlett (VF : Cathy Cerdà) : Erma